# Бауместер, Марит
Марит Бауместер (нидерл. Marit Bouwmeester; род. 16 июня 1988, Warten, Фрисландия) — голландская яхтсменка, двукратная олимпийская чемпионка (2016 и 2024), серебряный призёр Олимпийских игр 2012 и бронзовый призёр Олимпийских игр 2020. Четырёхкратная чемпионка мира в классе «Лазер Радиал».

## Биография
Марит Бауместер родилась 17 июня 1988 года в посёлке Вартен, провинция Фрисландия. Профессиональная яхтсменка, выступающая в классе — «Лазер Радиал». Тренируется под руководством Яппа Зилхёйса.
Первое соревнование, в котором Бауместер приняла участие был, Splash World Championship в Уэймуте, прошедший в июле 2002 года. Во время своего дебюта она заняла пятое место. 12 мая 2010 года Марит впервые в карьере стала лидером мирового рейтинга в своём классе. Свою первую значимую медаль Бауместер выиграла на чемпионате мира по парусному спорту 2010 года в Ларгсе. На следующий год, во время комплексного чемпионата мира по парусному спорту в Перте, она занимает первое место, обогнав соперниц с Бельгии и США. В 2014 году голландская спортсменка защитила звание чемпионки мира. В 2015 году на чемпионате мира в Эль-Мусаннах Марит завоевала свою вторую серебряную награду.
В олимпийском классе Лазер Радиал становилась Чемпионкой Мира в 2011, 2014, 2017, 2020.
Олимпийская карьера Бауместер началась с Игр 2012 года в Лондоне, где она завоевала серебряную медаль в классе «Лазер Радиал». Борьба за первое место велась между голландской, китайской (Сюй Лицзя) и бельгийской (Эви ван Акер) спортсменкой. По итогам 10-й гонки Бауместер вышла на первое место в турнирной таблице, опередив китаянку, однако в медальной гонке последняя смогла взять реванш. В результате Сюй Лицзя заняла первое место (35 очков), Бауместер второе (37), а Эви ван Акер третье (40)..
На летних Олимпийских играх 2016 года в Рио-де-Женейро Бауместер лишь в одной гонке смогла прийти к финишу первой, но стабильно высокие результаты, показанные в других гонках позволили голландке, с небольшим отрывом от ближайшей соперницы, занять общее первое место.